# Préfet maritime
Le préfet maritime est, en France, le représentant de l'État en mer, chargé de fonctions de sauvegarde maritime. Cette fonction est confiée à un officier général de marine.

## Le préfet maritime, une autorité civile
Délégué du gouvernement, le préfet maritime est le représentant direct du Premier ministre. Investi d'un pouvoir de police générale, il a autorité dans tous les domaines où s'exerce l'action de l'État en mer, notamment :
- la défense des droits et intérêts nationaux, particulièrement dans les zones sous souveraineté ou sous juridiction française (mer territoriale, zone économique exclusive) ;
- le maintien de l'ordre public ;
- le secours et la sécurité maritime ;
- la protection de l'environnement ;
- la lutte contre les activités illicites en mer (pêche illégale, trafic de stupéfiants, migration clandestine, piraterie notamment).

Il coordonne l'action en mer des administrations et la mise en œuvre de leurs moyens (marine nationale, affaires maritimes, douanes, gendarmerie).

## Une personne, mais trois fonctions bien distinctes
L'officier général de marine qui exerce les fonctions de préfet maritime exerce également deux autres fonctions :
- commandant de zone maritime (CZM). Il s'agit du commandant interarmées des moyens militaires déployés en mer. En tant que commandant de zone maritime et sous l'autorité du chef d'état-major des armées (CEMA), commandant opérationnel, il est appelé, normalement, à assurer le contrôle opérationnel des forces déployées dans sa zone de compétence, sauf si un autre officier général a été désigné à cet effet ;
- commandant d'arrondissement maritime (CAM). Il détient la responsabilité territoriale sur les unités de la marine nationale.  
Ces deux fonctions militaires sont distinctes de celles de préfet maritime, pour lesquelles il relève du Premier ministre, et non du Ministère des armées. Le préfet maritime est une fonction interministérielle de police administrative générale.

## Les préfectures maritimes
Il existe actuellement trois préfectures maritimes :
| La préfecture maritime de Toulon (Méditerranée). |  | La préfecture maritime de Brest (Atlantique). |  | La préfecture maritime de Cherbourg-en-Cotentin (Manche). |
| La préfecture maritime de Toulon (Méditerranée). |  | La préfecture maritime de Brest (Atlantique). |  | La préfecture maritime de Cherbourg-en-Cotentin (Manche). |

- la préfecture maritime de l'Atlantique, à  Brest, pour l'océan Atlantique. Le préfet maritime est aussi le commandant en chef pour l'Atlantique (CECLANT).
- la préfecture maritime de la Manche et la mer du Nord, à Cherbourg-en-Cotentin, pour la Manche et la mer du Nord. Le préfet maritime est également commandant en chef de l'arrondissement maritime de la Manche (COMNORD).
- la préfecture maritime de la Méditerranée, à  Toulon, pour la mer Méditerranée. Le préfet maritime est aussi le commandant en chef pour la Méditerranée (CECMED).

Toutefois, ces ports ne sont pas les seuls à avoir abrité le siège d'une préfecture maritime. Tel fut également le cas, pendant plus d'un siècle, de :
- Lorient, de 1800 à 1927[1], puis de 1939[2] à 19??.
- Rochefort, de 1800 à 1927[1].

De manière plus anecdotique, pendant la période du Consulat et de l'Empire, d'autres ports devinrent des préfectures maritimes :
- Anvers (créée par décret impérial du 25 février 1808 comme chef-lieu de l'arrondissement maritime de Hollande (jusqu'en 1810)
- Boulogne
- Dunkerque, de 1800 à 1803, puis pendant les Cent-jours en 1815 (voir Pierre Lhermite)
- Le Havre, de 1800 à 1813, avant le transfert à Cherbourg,
- Gênes, du 17 prairial an XIII à février 1808, avant son transfert à La Spezia.
- Hambourg, du 4 juillet 1811[3] à ???
- La Spezia (à partir de février 1808)

Enfin, au XXe siècle, les possessions françaises en Afrique du Nord virent également la création de préfecture maritime : 
- Bizerte, chef-lieu de l'arrondissement maritime algéro-tunisien, créé par décret du 30 octobre 1913[4]
- Alger, après l'évacuation de Bizerte, et pendant la période du régime de Vichy.

### Liste des préfets maritimes en fonction
- | Code | Fonction(s)           | Nom et prénom        | Date de nomination |
| ---- | --------------------- | -------------------- | ------------------ |
| 29   | Atlantique            | Jean-François Quérat | 31 août 2020       |
| 50   | Manche et mer du Nord | Marc Véran           | 25 septembre 2018  |
| 83   | Méditerranée          | Gilles Boidevezi     | 28 juillet 2021    |

## Outre-mer
Outre-mer, la fonction de représentant de l'État en mer, désigné sous le nom de délégué du gouvernement pour l'action de l'État en mer (DDG AEM), est dévolue au préfet dans les DOM (Guadeloupe, Guyane, Martinique, La Réunion et Mayotte) et au haut-commissaire délégué du gouvernement dans les TOM.
Il est assisté dans cette fonction par un « commandant de zone maritime » (CZM), officier supérieur de marine (amiral ou capitaine de vaisseau).

## Historique de la fonction

### Sous l'Ancien régime

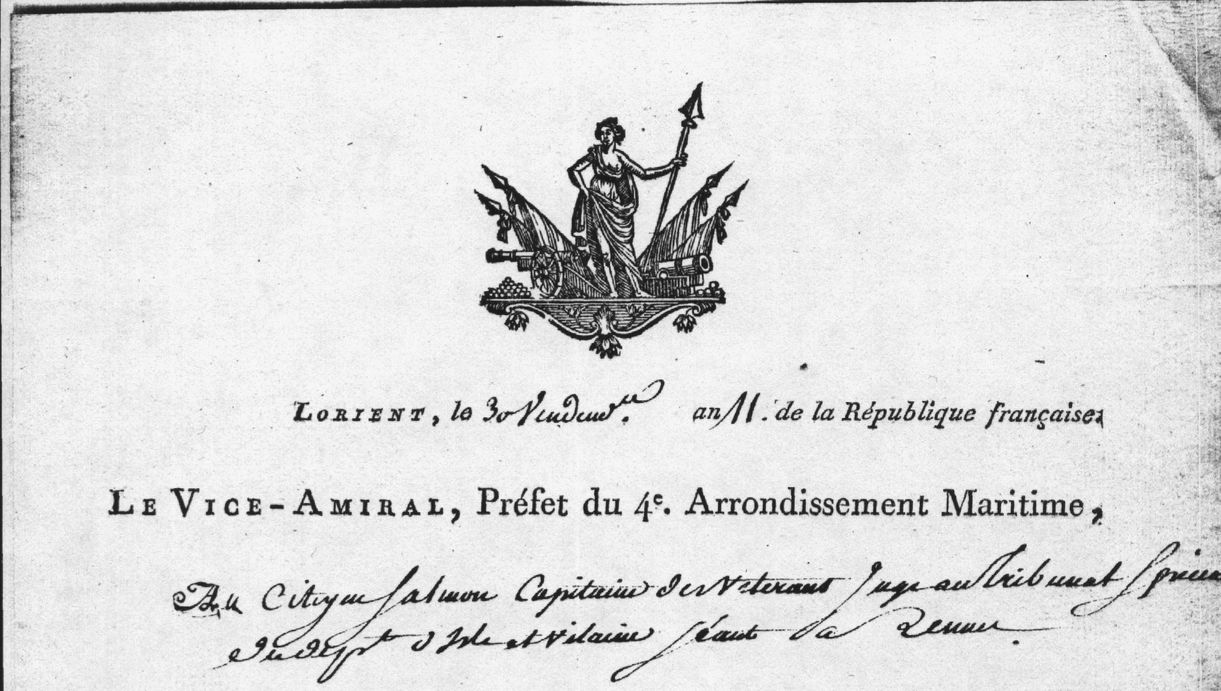
En-tête du préfet maritime à Lorient en l'an XI.

Dans son ordonnance du 25 avril 1689, Colbert parachevait les réformes déjà engagées, en fixant le rôle de l'intendant de marine.
Cet officier civil, appartenant au corps des officiers de plume, représente toute l'autorité royale centralisatrice dans les ports principaux du royaume. Il possède des compétences de gestion, de police et de justice pour les territoires et les hommes sous sa juridiction. Rendant directement des comptes au ministre ou aux bureaux centraux de l'administration de la marine, il est le principal pilier du système administratif mis en place par Colbert, de 1689 à 1765.
Après les désastres de la guerre de Sept Ans (1756-1763), Choiseul décide de remanier l'ordonnance de 1689, qui est caduque sur certains points. L'ordonnance royale du 25 mars 1765, qui n'apporte pas de bouleversement majeur, donne tout de même le titre de Commandant du port aux officiers généraux résidents dans les principaux ports. Elle n'augmente pas toutefois leur champ de compétence sur les arsenaux, et insiste sur la nécessité de coordination entre le commandant et l'intendant. Cette ordonnance ne règle en rien le problème du partage des responsabilités entre l'intendant et le commandant.

### Sous le Consulat
Dans la logique de la création des préfets départementaux, la fonction de préfet maritime est créée pendant le Consulat le 27 avril 1800 par un arrêté des consuls en date du 
7 floréal an VIII (27 avril 1800) portant règlement sur l'organisation de la Marine. Seul correspondant du ministre de la Marine, il est chargé de la direction des services de l'arsenal et de la « sûreté des ports, de la protection des côtes, de l'inspection de la rade, et des bâtiments qui y sont mouillés ».
L'arrêté décompose le territoire maritime en six arrondissements, fixe les chefs-lieux associés et précise la nomination d'un préfet maritime pour chaque arrondissement en fixant son lieu de résidence au chef-lieu :
- « Le premier arrondissement comprend les ports et côtes de la Manche depuis la frontière de la république batave jusqu'à Dunkerque inclusivement : le chef-lieu en sera déterminé par une disposition particulière. » (ce sera Dunkerque, puis Boulogne).
- « Le second arrondissement comprend les ports et côtes de la Manche depuis Dunkerque exclusivement jusqu'à Cherbourg inclusivement : il aura le port du Havre pour chef-lieu. »
- « Le troisième arrondissement comprendra les ports et côtes de l'Océan, depuis Cherbourg exclusivement jusqu'à Quimper inclusivement, et les îles adjacentes : Il aura le port de Brest pour chef-lieu. »
- « Le quatrième arrondissement comprendre les ports et côtes, depuis Quimper exclusivement jusqu'à la rive gauche de la Loire : il aura le port de Lorient pour chef-lieu. »
- « Le cinquième arrondissement comprendra les ports et côtes de l'Océan, depuis la rive gauche de la Loire jusqu'à la frontière d'Espagne, et les îles adjacentes : il aura le port de Rochefort pour chef-lieu. »
- « Le sixième arrondissement comprendra les ports et côtes de France sur la Méditerranée, les îles adjacentes et l'île de Corse : il aura le port de Toulon pour chef-lieu. »

L'arrêté du 1er thermidor an VIII (20 juillet 1800) nomme les 6 premiers préfets maritimes : 
- Caffarelli, conseiller d'État, nommé préfet maritime à Brest
- Vence, contre-amiral, nommé à Toulon
- Redon, conseiller d'État, à Lorient
- Martin, contre-amiral, nommé à Rochefort
- Nielly, contre-amiral, nommé à Anvers
- Bertin, ordonnateur, nommé au Havre.

### Sous l'Empire
Napoléon créera des préfectures maritimes, au fur et à mesure des conquêtes, notamment Anvers et La Spezia. Toutes ces administrations disparaitront donc à la chute de l'Empire.
Anvers

Par décret impérial du 25 février 1808, Napoléon transforme le commissariat général de cette ville en préfecture maritime. La préfecture cesse d'exister, comme d'autres institutions françaises, après la prise de la ville en 1814 par les forces alliées anglaises et prussiennes.
| Nomination      | Sortie       | Nom                       | Commentaires                                                               |
| --------------- | ------------ | ------------------------- | -------------------------------------------------------------------------- |
| 25 février 1808 | janvier 1810 | Pierre-Victor Malouet     | Malouet était commissaire général de la Marine à Anvers depuis avant 1805. |
| février 1810    | février 1812 | Pierre-Clément de Laussat |                                                                            |
| 9 mars 1812     | 5 mai 1814   | Guy Pierre de Kersaint    |                                                                            |

Gênes, puis La Spezia

La création de la préfecture maritime impériale est intégré au décret d'annexion de la république ligurienne du 6 juin 1805 (17 prairial an XIII). À la suite de l'annexion de la Toscane , Napoléon décide en février 1808 l'extension du 7e arrondissement jusqu'à Orbetello et le transfert du chef-lieu de préfecture maritime depuis Gênes jusqu'à La Spézia.
| Nomination   | Sortie         | Nom                                 | Commentaires |
| ------------ | -------------- | ----------------------------------- | ------------ |
|              |                | Pierre-Alexandre-Laurent Forfait    | destitué     |
|              |                | Daniel Lescallier                   |              |
|              | septembre 1810 | Alain Joseph Dordelin               |              |
| octobre 1810 | 6 avril 1813   | poste laissé vacant                 |              |
| 7 avril 1813 | 1814           | Maxime Julien Émeriau de Beauverger | Vice-amiral  |

Hollande

Napoléon établit un arrondissement maritime de Hollande par décret du 18 octobre 1810. Il complète ce décret par celui du 20 décembre 1810 en fixant son administration à un préfet maritime, en en fixant le chef-lieu à Amsterdam. Cet arrondissement est divisé en deux, la première partie comprenant Amsterdam et tous les ports composant l'ancien département du Nord; la seconde partie comprend Rotterdam, Hellevoestluis et tous les ports et côtes composant l'ancien département du Sud.
| Nomination    | Sortie          | Nom                                                    | Commentaires                                        |
| ------------- | --------------- | ------------------------------------------------------ | --------------------------------------------------- |
| 1er août 1811 | 10 janvier 1812 | Paulus van der Heim svt mal orthographié en Vandergeim | Ancien ministre de la marine du royaume de Hollande |
| 1812          | novembre 1813   | Laurent Truguet                                        |                                                     |

### Restauration
Lors de la Seconde Restauration, par parti pris politique, il est décidé de revenir à l'organisation précédent la création des préfets maritimes, conforme à l'ordonnance de 1776. L'ordonnance royale du 29 novembre 1815, décrétée d'application au 1er janvier 1816, fait disparaître la fonction de préfet maritime, au profit d'un retour à un découpage des responsabilités entre deux personnes, un militaire (Commandant de Marine) et un civil (Intendant de Marine). 
Par 3 ordonnances royale du 27 décembre 1826, Charles X, après avoir fait une critique du non fonctionnement de l'organisation précédente, ordonne le rétablissement des préfets maritimes dans les cinq grands ports français, nomme les nouveaux préfets et attribue des places au conseil de l'amirauté aux commandants de la marine de Brest et de Toulon.
Les nouveaux préfets nommés doivent prendre fonction à partir du 1er février 1827 : 
- au premier arrondissement (Cherbourg), Pierre Charles Toussaint Pouyer, maître des requêtes au Conseil d'état, intendant de la marine à Toulon,
- au deuxième arrondissement (Brest), le baron Guy-Victor Duperré, vice-amiral,
- au troisième arrondissement (Lorient), le Comte Philippe Redon de Beaupréau, maître des requêtes au Conseil d'état et intendant de la marine à Brest,
- au quatrième arrondissement (Rochefort), Jurien-Lagravière, contre-amiral,
- au cinquième arrondissement (Toulon), Louis Jacob, vice-amiral.

Leurs pouvoirs de police sont définis par l'ordonnance du 17 décembre 1828 qui leur confie la protection maritime de la côte et du cabotage, la police des rades de l'arrondissement et la police des pêches maritimes.
Ces prérogatives sont confirmées par l'ordonnance du 14 juin 1844. Celle-ci réaffirme également les territoires sur lesquels s'exercent les pouvoirs préfectoraux, à savoir les arrondissements maritimes.

### XXesiècle
Le décret du 30 octobre 1913 créée l'arrondissement maritime algéro-tunisien, fixe son chef-lieu à Bizerte et organise l'administration de marine sous le commandement d'un nouveau préfet maritime.
La base militaire de Bizerte reste en activité et sous commandement français au-delà de l'indépendance de la Tunisie en 1956 conformément aux accords franco-tunisiens, jusqu'à l'évacuation finale de celle-ci après la crise de Bizerte le 15 octobre 1963.
| Nomination       | Fin           | Nom                                  | Commentaires                                                           |
| ---------------- | ------------- | ------------------------------------ | ---------------------------------------------------------------------- |
| 1912             | 1913          | Jean Bellue                          |                                                                        |
| août 1914        |               | Louis Dartige du Fournet             |                                                                        |
| février 1915     | juin 1916     | Ernest-Eugène Nicol                  |                                                                        |
| août 1918        | 1921          | Gabriel Darrieus                     |                                                                        |
|                  |               |                                      |                                                                        |
| 1er octobre 1923 |               | Gaston Raoul Marie Grandclément      |                                                                        |
|                  |               |                                      |                                                                        |
| octobre 1924     | novembre 1924 | Antoine Exelmans                     |                                                                        |
| novembre 1924    | mars 1925     | Paul-Amable Jéhenne                  |                                                                        |
| 10 juin 1925     |               | Gaston Raoul Marie Grandclément      |                                                                        |
| 1928             | 1929          | Jules-Émile Hallier                  |                                                                        |
| 1930             | 1931          | Pierre Bréart de Boisanger           |                                                                        |
|                  |               |                                      |                                                                        |
| 1932             | 1935          | Jean de Laborde                      |                                                                        |
|                  |               |                                      |                                                                        |
| mai 1939         | août 1940     | Eugène-Léon Rivet                    |                                                                        |
|                  |               |                                      |                                                                        |
| 14 octobre 1942  |               | Jacques Hector Moreau                | L'amiral Moreau fut préfet maritime de la 4e région maritime, à Alger. |
| avril 1952       |               |                                      |                                                                        |
| 1er janvier 1959 |               | Marc Marie Benjamin Augustin Antoine |                                                                        |

Le décret no 55-353 du 29 juin 1955 créé une nouvelle région maritime en Algérie en fixant le chef-lieu à Mers el-Kébir (la quatrième après Cherbourg, Brest et Toulon)
| Nomination   | Fin             | Nom                               | Commentaires |
| ------------ | --------------- | --------------------------------- | ------------ |
| 29 juin 1955 | 30 juillet 1959 | Bertrand Marie Henri Charles Géli |              |
| 1959         | 1962            | Jean-Marie Querville              |              |

En 1927, les préfectures maritimes de Rochefort et de Lorient sont supprimées, dans le cadre de la réforme administrative engagée par Raymond Poincaré. Les arrondissements maritimes sous dépendance de Rochefort et de Lorient passent sous l'administration de la préfecture maritime de Brest.
Par décret en date du 20 mai 1939, la cinquième région maritime, préfecture Lorient, est rétablie.
Le décret du 1er février 1930 transfère la police de la pêche en temps de paix à l'administration de l'inscription maritime, devenue depuis l'administration des affaires maritimes.
Ultérieurement, le décret no 72-302 du 19 avril 1972, modifié par celui du 9 mars 1978, tire les leçons des pollutions de l’Amoco Cadiz et donne au préfet des pouvoirs accrus pour prévenir les accidents provoquant des pollutions.

### XXIesiècle
Le décret no 2004-112 du 6 février 2004 sur l'organisation de l'action de l'État en mer abroge le décret du 9 mars 1978 et fixe actuellement les missions et pouvoirs du préfet maritime.
Sous l'autorité directe du Premier ministre, et en liaison avec les ministères et organismes compétents, le Secrétariat général de la mer veille, à l'échelon central, à la coordination de l'action des préfets maritimes en métropole et outre-mer, et des délégués du gouvernement en matière d'action de l'État en mer.